# El destí de la Nunik
El destí de la Nunik (títol original en italià: La Masseria delle allodole) és una pel·lícula dramàtica de 2007, escrita i dirigida per Paolo i Vittorio Taviani i protagonitzada per Paz Vega, Moritz Bleibtreu, Alessandro Preziosi i Ángela Molina.

## Argument
Corre l'any 1915 en Armènia, i tota la família està esperant la visita d'Assadour, el germà que va deixar el seu poble natal als 13 anys per buscar feina a Itàlia. Ara, després d'haver fet fortuna a Venècia, l'home torna al país on va néixer perquè tots coneguin la seva esposa i els dos fills.
El seu germà Aran ha condicionat la casa de les aloses per rebre'ls, i fins i tot ha encarregat una piano de cua a Viena. A la casa tot el món es desviu cuinant els millors plats de la cuina armènia, però tant esforç és inútil: Assadour mai no arribarà a la seva destinació perquè just el dia en què hauria d'iniciar el viatge es declara la primera guerra mundial i Itàlia tanca les fronteres.
A fil d'aquests esdeveniments, es reforça l'esperit nacionalista dels turcs, entossudits a crear una gran nació on no hi cap el respecte per les minories. Comença així el gran èxode armeni, una odissea marcada per la gana, la set i la voluntat desesperada de les dones d'aquesta família per salvar-se de la mort i de la indignitat.
Només tres nenes i un nen aconseguiran arribar fins a Itàlia, on Assadour s'ocuparà de garantir el seu futur i de conservar la memòria fosca de tots ells.

## Repartiment
- Paz Vega[4]
- Moritz Bleibtreu
- Alessandro Preziosi
- Ángela Molina
- Arsinée Khanjian
- Mohammed Bakri
- Tchéky Karyo
- Mariano Rigillo
- Hristo Shopov
- Christo Jivkov
- Stefan Danailov
- Linda Batista
- Assen Blatechki
- Marius Donkin
- André Dussollier
- Itzhak Finzi
- Ubaldo Lo Presti
- Hristo Mitzkov
- Enrica Maria Modugno
- Elena Rainova
- Yvonne Sciò
- Maria Statoulova
- Alessandro Bressanello
- Valentin Ganev
- Nadia Konakchieva
- Roberto Serpi
- George Zlatarev

## Rebuda
- "Tant interessant en el tema com antiquada artísticament (...) la rància posada en escena devalua la seva suposada força sentimental."[5]
- Després de triomfar a Canes amb Padre Padrone fa 30 anys, els Taviani segueixen al peu del canó amb una epopeia sobre el genocidi armeni a mans dels turcs. Tot i que l'acción té lloc durant la Primera Guerra Mundial, el tema és d'actualitat. L'obra conjuga l'èpica amb la lírica i la història col·lectiva amb múltiples drames individuals, sense perdre de vista els seus objectius polítics.[6]